# Número aleph

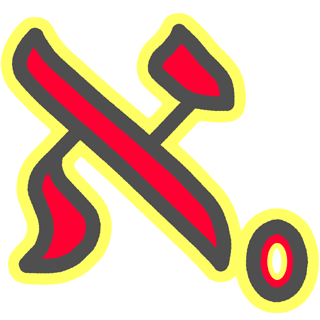
O número dos números naturais é

Na teoria dos conjuntos, os números alephs ou números álefes são uma sequência de números usados para representar os cardinais (ou tamanho) de conjuntos infinitos. Um símbolo é usado para nomeá-los, a letra hebraica álefe (א).
A cardinalidade do número natural é {\displaystyle \aleph _{0}} (lê-se álefe-nulo ou álefe-zero), o cardinal seguinte maior é {\displaystyle \aleph _{1}}, depois vem {\displaystyle \aleph _{2}} e assim por diante. Continuando desta maneira, é possível definir um número cardinal {\displaystyle \aleph _{\alpha }} para qualquer número ordinal α, como descrito abaixo.
Este conceito vem de Georg Cantor, quem definiu a noção de cardinalidade e percebeu que conjuntos infinitos podem possuir distintas cardinalidades.
Os números álefes são diferentes do infinito (∞) comumente encontrado na álgebra e no cálculo. Álefes são medidas de tamanho de conjuntos; o infinito, por outro lado, é comumente definido como um limite extremo da reta real (aplicado a uma função ou sequência que "diverge no infinito" ou "é sempre crescente") ou um ponto extremo da reta real estendida.
Usando o axioma da escolha, pode-se demonstrar que qualquer conjunto não-vazio de números cardinais tem um elemento mínimo; assim, a classe dos números cardinais é bem ordenada e pode ser indexada pelos números ordinais. Esta indexação gera a notação {\displaystyle \aleph _{\alpha }} para os números cardinais.

## Álefe-zero
{\displaystyle \aleph _{0}} é a cardinalidade do conjunto de todos os números naturais e é o primeiro cardinal infinito. Um conjunto possui cardinalidade  {\displaystyle \aleph _{0}} se e somente se é contável e infinito, o que significa que tal conjunto tem um isomorfismo, ou seja, uma relação um-para-um sobrejetora (ou seja, uma função bijetora) com o conjunto dos números naturais. Na classe de conjuntos com esta cardinalidade estão inclusos os conjuntos de todos os números primos, dos números inteiros, dos números racionais, o conjunto dos números algébricos, o conjunto das cadeias binárias de tamanho finito e o conjunto de todos os subconjuntos finitos de um conjunto infinito contável.
Se o axioma contável da escolha (uma versão mais fraca do axioma da escolha) é válido, então {\displaystyle \aleph _{0}} é o menor cardinal infinito.

## Ordinais iniciais, números de Hartogs e a definição de álefe-α
Um número ordinal {\displaystyle \alpha } é denominado ordinal inicial se ele não é equipontente a qualquer {\displaystyle \beta <\alpha }.
É possível demonstrar que cada conjunto bem ordenado X é equiponte a um único ordinal inicial. A prova é bastante simples. Sabemos que X, por ser bem ordenado, é equipotente a algum número ordinal {\displaystyle \alpha }. Digamos que {\displaystyle \alpha _{0}} é o menor ordinal equipotente a X. {\displaystyle \alpha _{0}} é, portanto,um ordinal inicial, já que se |{\displaystyle \alpha _{0}}| = |{\displaystyle \beta }| para algum {\displaystyle \beta <\alpha _{0}} iria resultar em |X| = |{\displaystyle \beta }|, uma contradição. Por sua vez, se {\displaystyle \alpha _{0}\neq \alpha _{1}} são ordinais iniciais, eles não podem ser equipotentes, pois |{\displaystyle \alpha _{0}}| = |{\displaystyle \alpha _{1}}| e {\displaystyle \alpha _{0}<\alpha _{1}} iria violar o fato de que {\displaystyle \alpha _{1}} é um ordinal inicial.
Do que foi demonstrado acima podemos dizer que se X é um conjunto bem-ordenado então o número cardinal de X, denotado por |X|, é o único ordinal inicial equipotente a X. Em particular, |X| = {\displaystyle \omega } para qualquer conjunto contável e |X| = n para qualquer conjunto finito com n elementos. Uma pergunta natural que surge é caso há outros ordinais iniciais além dos números naturais e o {\displaystyle \omega }. Para provar que é possível termos ordinais iniciais tão grande quanto quisermos vamos primeiramente definir os números de Hartogs:
Para qualquer A, seja h(A) o menor número ordinal o qual não é equipotente com qualquer subconjunto de A. h(A) é dito o número de Hartog de A.
Pelo descrito acima, podemos concluir que para qualquer A, h(A) é um ordinal inicial. Os números de Hartog existem para qualquer A.
Diante dos conceitos acima descritos, podemos definir uma "escala" de ordinais iniciais cada vez maiores por recursão transfinita:
{\displaystyle \omega _{0}=\omega }
{\displaystyle \omega _{\alpha +1}=h(\omega _{\alpha })}, para todo {\displaystyle \alpha }
{\displaystyle \omega _{\alpha }=sup\{\omega _{\beta }|\beta <\alpha \}} se {\displaystyle \alpha } é um ordinal limite, {\displaystyle \alpha \neq 0}
Dada a recursão podemos definir:
1. {\displaystyle \omega _{\alpha }} é um ordinal inicial infinito para cada {\displaystyle \alpha };
2. Se {\displaystyle \Omega } é um número ordinal infinito, então {\displaystyle \Omega =\omega _{\alpha }} para algum {\displaystyle \alpha };

Como conclusão temos que todo conjunto bem-ordenado é equipotente a um único ordinal inicial  e que os números ordinais iniciais formam uma sequência transfinita {\displaystyle \omega _{\alpha }} com {\displaystyle \alpha } variando sobre todos os números ordinais. Ordinais iniciais infinitos são, por definição, as cardinalidades de conjunto infinitos bem-ordenados. Como sabemos que os números álefes são usados para representar a cardinalidade de conjuntos infinitos, podemos definir {\displaystyle \aleph _{\alpha }=\omega _{\alpha }} para cada {\displaystyle \alpha }.
Um estudo mais detalhado sobre {\displaystyle \aleph _{\alpha }} será descrito mais a frente, mas intuitivamente já podemos observar um isomorfismo entre {\displaystyle \aleph _{\alpha }} e {\displaystyle \omega _{\alpha }} para conjuntos bem ordenados.

## Álefe-um
{\displaystyle \aleph _{1}} é a cardinalidade do conjunto de todos os números ordinais contáveis, chamados de ω1 ou (às vezes) Ω. Note que ω1 é um ordinal maior que todos os ordinais contáveis, e, desta forma, ele mesmo é um conjunto incontável. Portanto temos que {\displaystyle \aleph _{1}} é distinto de {\displaystyle \aleph _{0}}. A definição de {\displaystyle \aleph _{1}} implica (na teoria dos conjuntos de Zermelo-Fraenkel sem o axioma da escolha) que não há nenhum número cardinal entre {\displaystyle \aleph _{0}} e {\displaystyle \aleph _{1}}. Se o axioma da escolha for usado, é possível provar que a classe de números cardinais é completamente ordenada, e portanto {\displaystyle \aleph _{1}} é o segundo menor número cardinal infinito. Usando o axioma da escolha podemos mostrar uma das propriedades mais úteis do conjunto ω1: qualquer subconjunto contável de ω1 possui um elemento máximo em ω1, isto é, devido ao fato de que a união contável de conjuntos contáveis é contável, uma das aplicações mais comuns do axioma da escolha. Esta situação é análoga a encontrada em {\displaystyle \aleph _{0}}: Todo conjunto finito de números naturais possui um elemento máximo que também é um número natural; ou seja, a união finita de conjunto finitos é finita.
ω1 é, na verdade, um conceito bastante útil, e de certa maneira um tanto exótico. Um exemplo de aplicação é em conjuntos fechados com respeito a operações contáveis; um exemplo de aplicação é tentar descrever explicitamente o σ-álgebra gerado por uma coleção arbitrária de subconjuntos (leia hierarquia de Borel). Esta é uma das mais difíceis descrições explícitas de "geração" em álgebra (espaço de vetor, grupos, etc) pois nestes casos nós apenas temos um fechamento com relação a operações de soma finitas, produtos, e igualdade. Tal processo envolve definir, para cada ordinal contável, via indução transfinita, um conjunto "lançando mão" de todas as possíveis uniões contáveis e complementos, e pegando a união de todo o conjunto ω1.

## Hipótese do contínuo
A cardinalidade do conjunto dos números reais (cardinalidade do contínuo) é {\displaystyle 2^{\aleph _{0}}}. Ainda não está claro em que parte da hierarquia dos números álefes tal número se encontra.
Da teoria de Zermelo-Fraenkel com o axioma da escolha (ZFC — Zermelo-Fraenkel with axiom of choice) é possível mostrar que a celebrada hipótese do contínuo (CH — continuum hypotesis) é equivalente a identidade: {\displaystyle \aleph _{1}=2^{\aleph _{0}}}.
A CH é independente de ZFC: ela não pode ser provada nem refutada dentro do contexto deste sistema axiomático (considerando que ZFC é consistente).
Que a CH é consistente com ZFC foi demonstrada por Kurt Gödel em 1940 quando ele mostrou que a negação da mesma não é um teorema de ZFC. Já a afirmação que a mesma é independente de ZFC foi demonstrada por Paul Cohen em 1963 quando o mesmo mostrou que, controversamente, a própria CH não é um teorema de ZFC pelo método da "forçação".

## Álefe-ω
O menor ordinal infinito é denotado ω, e o número cardinal {\displaystyle \aleph _{\omega }} é o menor limite superior de:
{\displaystyle \{\aleph _{n}:n\in \{0,1,2,...\}\}} entre os números álefes.
{\displaystyle \aleph _{\omega }} é o primeiro cardinal incontável que pode ser demonstrado com a teoria dos conjuntos de Zermelo-Fraenkel e que não é igual a cardinalidade do conjunto de todos os números reais; para qualquer inteiro positivo n nós podemos assumir de maneira consistente que {\displaystyle 2^{\aleph _{0}}=\aleph _{n}} e, além disto, é possível assumir que {\displaystyle 2^{\aleph _{0}}} é tão grande quanto desejarmos.

## Álefe-α para α genérico
Para definirmos {\displaystyle \aleph _{\alpha }} para um número ordinal arbitrário {\displaystyle \alpha }, devemos definir a operação cardinal sucessor, que relaciona para cada número cardinal {\displaystyle \rho } o próximo cardinal bem-ordenado {\displaystyle \rho ^{+}} (se o axioma da escolha é válido, este é o próximo cardinal).
Nós podemos definir os números álefes da seguinte maneira:
{\displaystyle \aleph _{0}=\omega }
{\displaystyle \aleph _{\alpha +1}=\aleph _{\alpha }^{+}}
e para {\displaystyle \lambda } um ordinal limite infinito:
{\displaystyle \aleph _{\lambda }=\bigcup \aleph _{\beta },para\beta <\lambda }
O {\displaystyle \alpha }º ordinal inicial infinito é escrito como {\displaystyle \omega _{\alpha }}. Sua cardinalidade é escrita como {\displaystyle \aleph _{\alpha }}.
De modo geral, aceitando-se o axioma da escolha, é possível definir {\displaystyle \aleph _{\alpha }\,} para todo número ordinal α. Para um ordinal que é o sucessor de outro ordinal (neste caso, escreve-se o ordinal como α + 1), o cardinal {\displaystyle \aleph _{\alpha +1}\,} é o menor cardinal estritamente maior que {\displaystyle \aleph _{\alpha }\,}; caso contrário, {\displaystyle \aleph _{\alpha }\,} é o cardinal da união dos {\displaystyle \aleph _{x}\,} para x < α.
Em Zermelo-Fraenkel com o axioma da escolha, a função de {\displaystyle \aleph } é uma bijeção entre ordinais e cardinais infinitos. Sem o axioma, como anteriormente observado, tal bijeção só existe para conjuntos bem-ordenados.

## Adição e multiplicação de Álefes
A aritmética dos números infinitos difere substancialmente da aritmética dos números finitos. Apesar disto as regras de adição e multiplicação dos números álefes são bem simples. Temos que:
{\displaystyle \aleph _{0}+n=\aleph _{0}}
para qualquer número natural n. Isto é fácil de observar se lembrarmos que, se adicionarmos n elementos a um conjunto contável infinito, o resultado sera ainda um conjunto contável infinito. Além disto temos que:
{\displaystyle \aleph _{0}+\aleph _{0}=\aleph _{0}}
Na multiplicação temos, analogamente:
{\displaystyle \aleph _{0}*\aleph _{0}=\aleph _{0}}
De maneira genérica temos as seguintes considerações:
{\displaystyle \aleph _{\alpha }*\aleph _{\alpha }=\aleph _{\alpha }}, para qualquer {\displaystyle \alpha }
Se tivermos {\displaystyle \alpha \leq \beta }:
{\displaystyle \aleph _{\alpha }+\aleph _{\beta }=\aleph _{\beta }}
{\displaystyle \aleph _{\alpha }*\aleph _{\beta }=\aleph _{\beta }}

## Pontos fixos de omega
Para qualquer ordinal α temos:
{\displaystyle \alpha \leq \omega _{\alpha }}
Em muitos casos  {\displaystyle \omega _{\alpha }} é estritamente maior que α. Por exemplo, para qualquer ordinal sucessor α tal propriedade é válida. Existem, contudo, alguns ordinais limite os quais são pontos fixos da função omega devido ao lema de ponto fixo para funções normais. O primeiro deles é o limite da sequência:
{\displaystyle \omega ,\omega _{\omega },\omega _{\omega _{\omega }},...}
Qualquer cardinal fracamente inacessível também é um ponto fixo da função álefe.

## O papel do axioma da escolha
A cardinalidade de qualquer número ordinal infinito é um número álefe. Todo número álefe é a cardinalidade de algum ordinal. O menor destes ordinais é o ordinal inicial. Qualquer conjunto cuja cardinalidade e um álefe é equipotente a um ordinal e portanto é bem-ordenável.
Todo conjunto finito é bem-ordenável, mas não possui cardinalidade igual a álefe.
A suposição que a cardinalidade de um conjunto infinito é um número álefe é equivalente sobre Zermelo-Fraenkel a existência de uma boa-ordenação em todo conjunto, que ,em contrapartida, é equivalente ao axioma da escolha. Já a teoria dos conjunto de ZFC, que inclui o axioma da escolha, implica que todo conjunto infinito possui um número álefe como cardinalidade e, portanto, os ordinais iniciais de números álefes servem com um classe de representantes para todos os possíveis números cardinais infinitos.
Quando a cardinalidade é estudada em ZF sem o axioma da escolha, não é mais possível provar que todo conjunto infinito possui algum número álefe como sua cardinalidade; os conjuntos cuja cardinalidade é um número álefe são exatamente os conjuntos infinitos bem-ordenados.